# Rhinodia undiferaria
Rhinodia undiferaria är en fjärilsart som beskrevs av Walker 1866. Rhinodia undiferaria ingår i släktet Rhinodia och familjen mätare. Inga underarter finns listade.